# Charles Frederick Millspaugh
Charles Frederick Millspaugh (20 juni 1854 - 16 september 1923) was een Amerikaanse botanicus, geboren in Ithaca en opgeleid aan de Cornell-universiteit en de New York Homeopathic Medical College. Hij beoefde enkele jaren geneeskunde en van 1891 tot 1893 onderwees hij plantkunde aan West Virginia University. In 1894 werd hij benoemd tot conservator van de afdeling plantkunde van het Field Museum of Natural History en van 1897 tot 1923 was hij hoogleraar medische plantkunde op het Chicago Homeopathic Medical College. Hij was ook docent over plantkunde aan de Universiteit van Chicago. Millspaugh ondernam exploraties in West-Indië, Brazilië en andere delen van Zuid-Amerika, en was de auteur van American Medical Plants (1887); Flora of West Virginia (1891), en vele artikelen in wetenschappelijke en populaire tijdschriften.
De geslachten Millspaughia (B.L.Rob.) en Neomillspaughia (S.F.Blake) (Polygonaceae) werden naar hem vernoemd.
- Bibsys: 11031267
- Biblioteca Nacional de España: XX4442659
- Bibliothèque nationale de France: cb12563977b (data)
- Author citation (botany): Millsp.
- Stuttgart Database of Scientific Illustrators 1450–1950: 3888
- Gemeinsame Normdatei: 117578185
- International Standard Name Identifier: 0000 0000 6137 1885
- Library of Congress Control Number: n84077657
- Nationale Bibliotheek van Tsjechië: uzp2018991247
- Nederlandse Thesaurus van Auteursnamen: 068155468
- Réseau des bibliothèques de Suisse occidentale: 02-A003596368
- SNAC: w6cr6j15
- Système universitaire de documentation: 034940669
- Virtual International Authority File: 46877200
- WorldCat: E39PBJth9rQdb4pWKTJ4g4BdcP